# The River of Dreams
«The River of Dreams» es una canción del músico estadounidense Billy Joel. Lanzado en julio de 1993 como primer sencillo de su duodécimo álbum, River of Dreams (1993), fue producido por Joe Nicolo y Danny Kortchmar para el sello discográfic Columbia Records.
En Estados Unidos alcanzó el número 1 en la lista Adult Contemporary, el 2 en la Mainstream Top 40 y el 3 en el Biilboard Hot 100. En Reino Unido llegó al puesto 1 de la Airplay Music Week y al 3 de la UK Single Chart. También alcanzó el primer lugar en Australia, Italia y Nueva Zelanda. En Canadá llegó al puesto 1 en la RPM Adult Contemporary y al 2 en la RPM Top Singles. 
"The River of Dreams" fue nominada para el Premio Grammy a la Grabación del Año en la 36.ª edición en marzo de 1994. 

## Vídeo musical
El video musical de la canción fue dirigido por el director británico de comerciales, cine y videos musicales Andy Morahan. Fue filmado en el puente ferroviario de Providence y Worcester que cruza el río Connecticut en la ciudad de Middletown, Connecticut. Joel toca el piano y tres coristas aparecen a lo largo del video de pie en el tramo occidental del puente, con la sección central abierta del puente detrás de ellos.

## Posicionamiento en listas
| Lista (1993)                          | Máxima posición |
| ------------------------------------- | --------------- |
| Alemania (Offizielle Deutsche Charts) | 4               |
| Australia (ARIA)                      | 1               |
| Austria (Ö3 Austria Top 40)           | 2               |
| Bélgica (Flandes) (Ultratop 50)       | 11              |
| Canadá (RPM Top Singles)              | 2               |
| Canadá (RPM Adult Contemporary)       | 1               |
| Dinamarca (IFPI)                      | 9               |
| Estados Unidos (Billboard Hot 100)    | 3               |
| Estados Unidos (Adult Contemporary)   | 1               |
| Estados Unidos (Mainstream Top 40)    | 2               |
| Estados Unidos (Cash Box Top 100)     | 1               |
| Europa (Eurochart Hot 100)            | 7               |
| Europa (European Hit Radio)           | 2               |
| Francia (SNEP)                        | 4               |
| Islandia (Íslenski Listinn Topp 40)   | 7               |
| Irlanda (IRMA)                        | 2               |
| Italia (Music & Media)                | 1               |
| Japón (Oricon)                        | 8               |
| Noruega (VG-lista)                    | 8               |
| Nueva Zelanda (Recorded Music NZ)     | 1               |
| Países Bajos (Dutch Top 40)           | 5               |
| Países Bajos (Mega Single Top 100)    | 5               |
| Reino Unido (UK Singles Chart)        | 3               |
| Reino Unido (UK Airplay Music Week)   | 1               |
| Suecia (Sverigetopplistan)            | 8               |
| Suiza (Schweizer Hitparade)           | 2               |
| Zimbabue (ZIMA)                       | 5               |

## Personal
- Billy Joel - voz principal  piano, órgano Hammond y sintetizador
- Zachary Alford - batería
- Jeff Lee Johnson - bajo
- Danny Karchmer - guitarra
- Lonnie Healy  - bajo
- Andy Kravitz - percusión
- Wrecia Ford, Marlon Saunders, Frank Simms, George Simms, B. David Witworth - coros
- Crystal Taliefero - arreglos vocales, coros
- Chuck Treece - bajo
- Mike Tyler - guitarra
- Lewis Del Gatto – director de orquesta
- Ira Newborn – orquestación
- Jeff Jacobs – programación adicional